# Nacionalismo galego
O Nacionalismo galego é uma ideologia política nacionalista eminentemente territorial, com as suas dimensões cultural e política que propõe o reconhecimento da Galiza como nação ou sujeto político soberano e o direito de direito de autodeterminação para o povo galego.

## A ideologia nacionalista e os seus elementos
Podem topar-se duas correntes ideológicas principais já desde o início do nacionalismo propriamente dito. Em primeiro lugar, uma corrente maioritária que defende uma ampla autonomia com o objetivo de transformação do Estado espanhol num estado confederal que incluísse Portugal. Em segundo lugar, uma corrente mais minoritária, relacionada com a esquerda independentista, que aposta na ruptura com o estado espanhol e com o modelo de sociedade capitalista.
Estas duas correntes, no entanto, têm pontos em comum como a defesa da língua (defendendo alguns o reintegracionismo) e cultura galega, o reconhecimento da Galiza como nação e a defesa da integração dos municípios galegofalantes das Astúrias e de Castela e Leão no território galego. Por outro lado, cabe ressaltar o facto de que, ao contrário do que acontece no País Basco e na Catalunha com forte presença do nacionalismo burguês de centro-direita (respectivamente, Partido Nacionalista Basco (PNB) e Convergència i Unió (CiU)), na Galiza predomina o nacionalismo de esquerda, com posições que vão da esquerda radical até a posições mais moderadas e mais representativas do centro-esquerda.

### A ideia da Galiza como nação e a sua derivação
Todo o nacionalismo galego está sustentado na ideia fundamental de que a Galiza apresenta todos os elementos característicos de uma nação na medida em que é um conjunto de indivíduos ligados pela mesma língua (a língua galega), umas tradições e umas aspirações comuns, e fixados num determinado território, regidos por leis próprias e subordinados a um poder central. Portanto, para o nacionalismo, a Galiza deve ser considerada como tal nação e deve obter esse status político. O cumprimento dessas exigências, especialmente a de uma tradição e cultura próprios, esteve claro para os autores do proto-galeguismo da Cova Céltica, como Manuel Murguía. E, também, para os galeguistas do primeiro nacionalismo como Castelão ou Bóveda, que incorporaram ao discurso do nacionalismo galego o ideia de "vontade" de ser e se governar, no caso galego, através de um Estatuto de Autonomia. Ademais, esse nacionalismo inicial não só procurava corresponder a essa vontade dimanada da existência de um povo, o galego, que cumpria as especificidades exigidas pelo termo nação e reunir dalgum modo a Galiza com Portugal, mas também reverter o que se considerava o benefício histórico que a Espanha teria tirado do seu domínio sobre o "país galego".
A conceptualização da Galiza como uma nação não variou significativa nos seguintes anos, embora, durante a ditadura, o componente cultural da nação se tivesse tornado preferente por causa da situação de exceção política. Na década de 1960 e, especialmente, na de 1970, com a reorganização do nacionalismo político, a única novidade conceptual é a achegada pelos processos de libertação nacional que se dão nas últimas colónias europeias na África. Será a presença desses modelos a que leve o nacionalismo galego de esquerda a rechaçar, em 1979, a proposta espanhola de um Estatuto de Autonomia da Galiza, alcunhado pelas organizações nacionalistas opostas (fundamentalmente UPG e PSG) como Estatuto da aldragem. Ao contrário, essas organizações elaboraram umas denominadas Bases constitucionais que ofereciam um modelo confederal de Estado conforme com os direitos de autodeterminação e a soberania exigidos.

A aprovação do Estatuto de 1981 embora a oposição da maioria do nacionalismo galego fez com que a Galiza ficasse configurada, na prática, como mais uma região na divisão administrativa da Espanha

Finalmente, o Estatuto de 1981 foi aprovado embora a campanha contrária de UPG, PSG e outros partidos. Nele, Galiza atingia o status de nacionalidade histórica, e não a de nação, impossível de assumir pela direita espanhola proveniente de uma ditadura fascista que durante quatro décadas tinha pregado continuadamente a unicidade e a indivisibilidade da Espanha. Ademais, o programa do nacionalismo espanhol para favorecer a divisão administrativa do Estado através de outros estatutos de autonomia para regiões não nacionais fez com que o facto diferencial das autonomias da Galiza, do País Basco e da Catalunha ficasse diluído. O conceito de nacionalidade histórica foi e continua a ser muito criticado pelo nacionalismo galego como sendo um sucedâneo insuficiente e uma armadilha para que, não reconhecendo a Espanha o carácter plenamente nacional da Galiza, o País Basco e Catalunha, essas nações não pudessem exigir o consequente direito de autodeterminação.
Em 2005, com a entrada na Junta da Galiza do nacionalismo galego moderado (BNG, através da coligação com o PSdG), é reactivada a ideia de uma atualização do Estatuto de 1981 em correspondência com o que estava já a acontecer no País Basco e na Catalunha, com governos nacionalistas. A exigência do Bloco Nacionalista Galego será que esse novo Estatuto incorpore o reconhecimento pleno da Galiza como nação. Contudo, diversas causas dificultaram a elaboração do novo texto até 2009, quando o bipartido PSdG-BNG é derrotado novamente pelo Partido Popular, que paralisa imediatamente o projeto.
Em qualquer caso, a estratégia do BNG nos últimos anos tem sido a de manter-se à margem das reivindicações do direito de autodeterminação, exigindo apenas o reconhecimento como nação. Essa nova política é considerada regressiva pelo independentismo galego, que insiste no ponto da autodeterminação, e também por correntes e partidos existentes no interior do próprio BNG, como o Movimento Galego ao Socialismo, que continua a puxar pelo mesmo direito.

### Celtismo
O celtismo, consolidado como corrente cultural nos países atlânticos já na segunda metade do s. XIX, tem também uma forte presença no nacionalismo galego. Alguns setores, principalmente da via culturalista, considerarão a Galiza como sendo a sétima nação celta junto com Bretanha, Cornualha, Ilha de Man, Escócia, Gales e, especialmente Irlanda. A Irlanda das décadas de 1920 e 1930 será, com efeito, um importante referente para um setor do nacionalismo galego dessa época. Contudo, o celtismo está presente no nacionalismo galego mesmo com anterioridade.
Durante o Ressurgimento, o poeta Eduardo Pondal criará importantes obras com o celtismo como elemento de fundo. Entre elas estará o poema Os pinhos, que posteriormente será musicado por Pasqual Veiga como hino nacional da Galiza. O avanço do celtismo na Galiza consolida-se com o surgimento da Cova Céltica, um grupo de inteletualidade regionalista galega, liderado por Manuel Murguia e com os principais vultos da cultura galega da época: Uxío Carré Aldao, Manuel Lugrís Freire, Manuel Curros Enríquez, Francisco Tettamancy e outros, alguns dos quais estiveram posteriormente vinculados ao nascimento da Real Academia Galega. Posteriormente, já no s. XX, a presença do celtismo verificar-se-á em ensaios históricos de autores como Fermín Bouza-Brey ou Florentino López Cuevillas, autor de La civilización céltica en Galicia. Embora diversas e profundas polémicas técnicas, a ideia de uma Galiza originariamente está muito presente na cultura galega, não só vinculada com o nacionalismo, e tem especial relevância em campos como a música tradicional e o novo folque.

### Reintegracionismo e Portugaliza

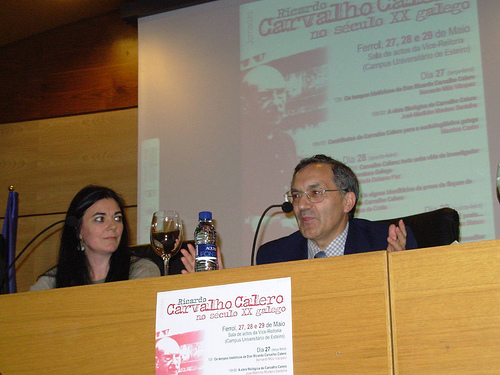
Jornadas dedicadas ao estudo e divulgação da obra de Ricardo Carvalho Calero em Ferrol, cidade natal do autor, organizadas pela Fundaçom Artábria em Maio de 2008. Intervenção de José-Martinho Montero Santalha, discípulo do intelectual homenageado.

O facto de o nacionalismo ter assumido a língua galega como língua nacional e a língua espanhola como língua alheia (embora seja também oficial), tem dado lugar a um importante avanço na consideração social do galego.[carece de fontes?] As políticas linguísticas levadas em frente desde o autonomismo, porém, não foram capazes de deter a queda continuada do número de utentes da língua própria. Por outra parte, um setor do nacionalismo[carece de fontes?] denuncia que a consideração do galego como língua oficial é contra-natura na medida em que não considera o galego como mais uma variante das falas portuguesas do mundo. Para esse setor, reintegracionista ou lusista, encabeçado originariamente por Ernesto Guerra da Cal e Ricardo Carvalho Calero, o galego é, na realidade, galego-português ou português da Galiza, com especificidades devidas aos séculos de imposição social da língua espanhola sobre a língua galega. O discurso reintegracionista foi assumido principalmente pelo nacionalismo independentista (em menor medida pelo nacionalismo moderado), em especial desde a década de 1980, e na atualidade tem produzido importantes frutos,[carece de fontes?] como a criação da Associação Galega da Língua e, posteriormente, a consolidação da Academia Galega da Língua Portuguesa (AGLP), que, presidida por José-Martinho Montero Santalha, é reconhecida em igualdade pelas outras academias linguísticas lusófonas. Contudo, o reintegracionismo, embora ser um movimento crescente, não tem atingido ainda tanta relevância social como o celtismo, e o seu apoio social não provém tanto da adopção desta via pelo independentismo como pelas campanhas lúdicas, de visualização e de formação levadas em frente pela AGAL e outras organizações como a Fundação Artábria ou a Fundação Meendinho.
Vinculado com o reintegracionismo tem aparecido também o conceito político da unidade entre Galiza e Portugal: a Portugaliza. Determinados setores[carece de fontes?] consideram positivamente a independência da Galiza com o fim de integrar-se em Portugal[carece de fontes?] ou ainda a criação de uma confederação ibérica de Estados onde, além do País Basco, os Países Catalães e a Castela, pudesse aparecer uma unidade galego-portuguesa. Esta ideia irredentista, defendida principalmente pelo professor Xavier Vilar Trilho, não tem, porém, muito apoio social.
Finalmente, maior apoio tem, embora seja também minoritário, a aplicação desse mesmo irredentismo às regiões da Galiza irredenta ou Faixa Leste, que pertencem administrativamente às Comunidades Autónomas das Astúrias e de Castela e Leão.[carece de fontes?]

## Simbologia
A simbologia é fundamental em qualquer ideologia política. No nacionalismo galego, destacam-se especialmente como símbolos a bandeira, o escudo, o hino, a língua, e uma série de personagens referenciais do próprio nacionalismo.

### A bandeira

A Estreleira, bandeira do nacionalismo galego desde 1960.

O desenho atual da bandeira galega remonta-se ao Ressurgimento, quando começam a ser reformulados e criados os símbolos nacionais galegos. Inicialmente empregaram-se diferentes modelos, desde a bandeira branca com a cruz vermelha de Santiago à bandeira branca com franja azul, possivelmente inspirada na bandeira da província marítima da Corunha. Este último modelo foi adoptado pelos galeguistas já na década de 1920 e 1930:
...arredor da bandeira azul e branca,
arredor da bandeira da Galiza,
cantemos o direito à livre nova vida!
- Ramón Cabanillas ("Em pé")
Na atualidade, essa é a bandeira oficial da Galiza, aprovada como símbolo oficial pela Junta da Galiza em 1984. Porém, na década de 1960, setores ligados à União do Povo Galego e à Assembleia Nacional-Popular Galega começaram a utilizar uma bandeira galega à que lhe foi adicionada uma estrela vermelha de cinco pontas que simboliza a luta do movimento socialista e comunista pela autodeterminação da Galiza. Essa bandeira, alcunhada Estreleira, está hoje amplamente difundida porque é a utilizada pela grande maioria das organizações do nacionalismo de esquerda e do independentismo.

### O escudo
O escudo galego é outro dos símbolos do nacionalismo galego, especialmente nos primeiros tempos. Foi o regionalismo o principal impulsionador do escudo, contendo o cálice do Santo Graal, vinculado com elementos do celtismo. A estandardização gráfica moderna das armas galegas deram-se em 1972 pela Real Academia Galega com base no cálice que na atualidade é guardado no Cevreiro - também vinculado ao Santo Graal. O escudo foi instituído símbolo da Galiza pela Junta também em 1984. Por enquanto, o escudo é um elemento pouco reivindicado pela linha principal do nacionalismo galego atual.

### Hino
O Hino galego foi pela primeira vez interpretado em Havana em 1907 e, do mesmo modo que a bandeira, é fruto da emigração. Depois de 1907, o hino foi sendo utilizado por agraristas e galeguistas até à sua aceitação geral pelo nacionalismo. Contudo, foi proibido, pela primeira vez, durante a ditadura de Primo de Rivera e, posteriormente, pela ditadura franquista, sendo apenas utilizado na emigração. Depois de 1960, com o ressurgimento do nacionalismo galego no interior, começou a ser utilizado novamente e, em 1977 chegou a ser assumido pelos partidos políticos espanhóis ao ponto de constituírem-no em 1984 como mais um símbolo oficial da Galiza. Contudo, a letra do hino, tirada do poema Os Pinhos de Eduardo Pondal, não foi incorporada na sua totalidade: a parte apagada é a que reivindica mais claramente a necessidade de um acordar político da Galiza como nação. O nacionalismo galego continua a utilizar o Hino como simbologia, mas incorporando essa segunda parte apagada na versão oficial.

### Mártires

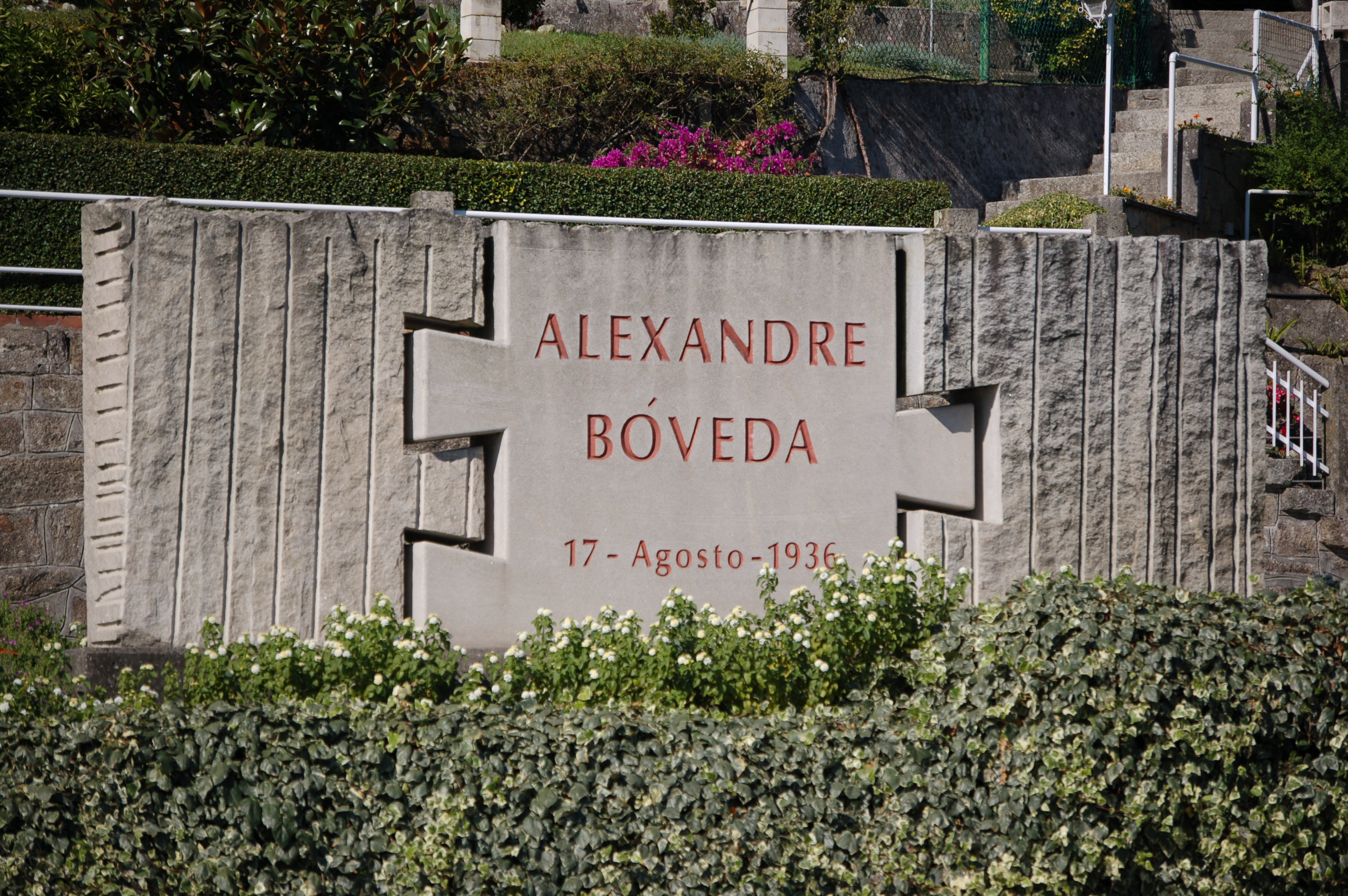
Monumento a Alexandre Bóveda na Caeira (Poio), lugar onde foi assassinado.

Do mesmo modo que a maioria das nações possuem heróis nacionais ou mártires que reforçam o sentimento de pertença ao povo, o nacionalismo galego utilizou uma série de vítimas propiciadas pelo governo espanhol com a mesma função.
Deste modo, desde o início do nacionalismo galego, especialmente interessado pela questão da história medieval galega, pelo reino suevo e pelo processo de Doma e Castração do Reino da Galiza, o mártir fundamental foi o marechal Pardo de Cela, executado em Mondoñedo por opor-se ao domínio da Coroa de Castela sobre o existente Reino da Galiza. O fato aparece narrado inclusive na obra referencial do nacionalismo galego, o Sempre em Galiza de Castelao.
Para o nacionalismo galego recuperado na década de 1960, porém, os mártires foram outros e estavam muito mais próximos. O próprio Castelão, perseguido pelo fascismo espanhol e morto no exílio em 1950 por uma enfermidade; e, sobretudo, Alexandre Bóveda, assassinado em 17 de agosto de 1936 como represália pela sua militância no nacionalismo e na Frente Popular em que estava inscrito o Partido Galeguista. É precisamente em lembrança da morte de Bóveda que, cada 17 de agosto, é celebrado, de maneira não oficial, o Dia da Galiza Mártir. Contudo, Castelao e Bóveda não são os únicos mártires galegos, cuja listagem se completa com outros assassinados pelo fascismo, como Anxo Casal e com muitos outros exilados.
Finalmente, as diferentes fases da luta armada na Galiza também têm favorecido a reivindicação dos seus militantes por parte de determinados grupos e, especialmente, pelas organizações anti-repressivas como as Juntas Galegas pela Amnistia (JUGA) ou Ceivar.

## História
O nascimento do nacionalismo galego propriamente dito deu-se com as Irmandades da Fala, mas antes existiram ainda outros três movimentos sem os quais não é fácil imaginar a existência do nacionalismo galego. O galeguismo nacionalista conhecerá o seu completo desenvolvimento com a criação do Partido Galeguista em 1931.

### O proto-nacionalismo

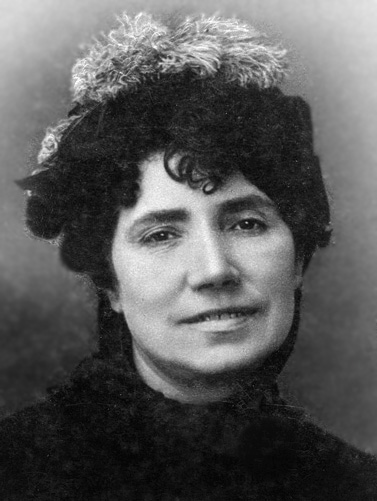
Rosalía de Castro. Uma das pioneiras do ressurgimento cultural, e um dos símbolos reivindicados pelo nacionalismo galego

O processo de configuração de uma ideologia nacionalista e de libertação nacional para a Galiza não se iniciou de maneira clara até à década de 1920, com a fundação das Irmandades da Fala. Contudo, é possível assinalar uma série de momentos proto-nacionalistas.

#### O provincialismo
O provincialismo foi um movimento que nasceu em 1840 para defender a integridade do território da Galiza. Esta integridade via-se ameaçada graças a um projecto de divisão do estado em províncias que vinha sendo elaborado desde a morte de Fernando VII. Os provincialistas desejavam que a Galiza fosse uma só província e que não fosse dividida nas quatro que hoje existem.
Há duas etapas no movimento provincialista: uma primeira, que vai de 1840 a 1846, e uma segunda, que vai de 1854 a 1865. A primeira etapa caracteriza-se por ser um período muito ativo cultural e politicamente. É neste período que os provincialistas se unem à declaração do comandante Miguel Solís, que acabará com o fuzilamento dos Mártires de Carral. O segundo provincialismo é basicamente cultural, e é com ele que se produziu o Ressurgimento literário da Galiza, com vultos como Rosalía de Castro, Eduardo Pondal ou Manuel Curros Enríquez.

#### O federalismo
A partir de 1865, e inclusive 1875, desenvolve-se o federalismo galego, que atingirá o seu expoente com a Primeira República Espanhola. Os federalistas propunham que a Galiza tivesse um status similar ao de um cantão dentro do estado espanhol e que fosse regida pela sua própria constituição cantonal. Esta etapa, no entanto, não é demasiado importante e não sobreviveu de nenhuma forma.

#### O regionalismo
Este período durou, aproximadamente, entre 1875 e 1907, ainda que atualmente haja políticos que continuem a mantê-lo. Neste período deu-se uma reestruturação cultural e ideológica, na qual sectores tradicionalistas e conservadores adoptaram as ideias galeguistas. O acontecimento destacado deste período foi a fundação da Associação Regionalista Galega, que teve como líderes principais Manuel Murguía e Alfredo Brañas. Começa com a fundação da Real Academia Galega e dá passo às Irmandades da Fala.

### O nacionalismo

#### Nascimento do nacionalismo moderno
O ideário galeguista que se originou com o provincialismo e que se desenvolveu com o regionalismo será recolhido no século XX pelas Irmandades da Fala, associação de tipo sociocultural fundada em 1916 e na que se incluíram vultos do nacionalismo tão importantes como Antón Vilar Ponte, Vicente Risco ou Ramón Cabanillas Enríquez. É comummente aceite que o ponto de início do nacionalismo galego se situa na assembleia que as Irmandades celebraram em Lugo em 1918, na que se manifesta:
Nesta Iª Asemblea acorda-se reivindicar uma autonomia total para Galiza, com o objetivo de caminhar cara a uma federação de nações da Península Ibérica; a co-oficialidade da língua galega e da castelhana na Galiza e uma cadeira para a Galiza na Sociedade de Nações.

#### A década de 1920

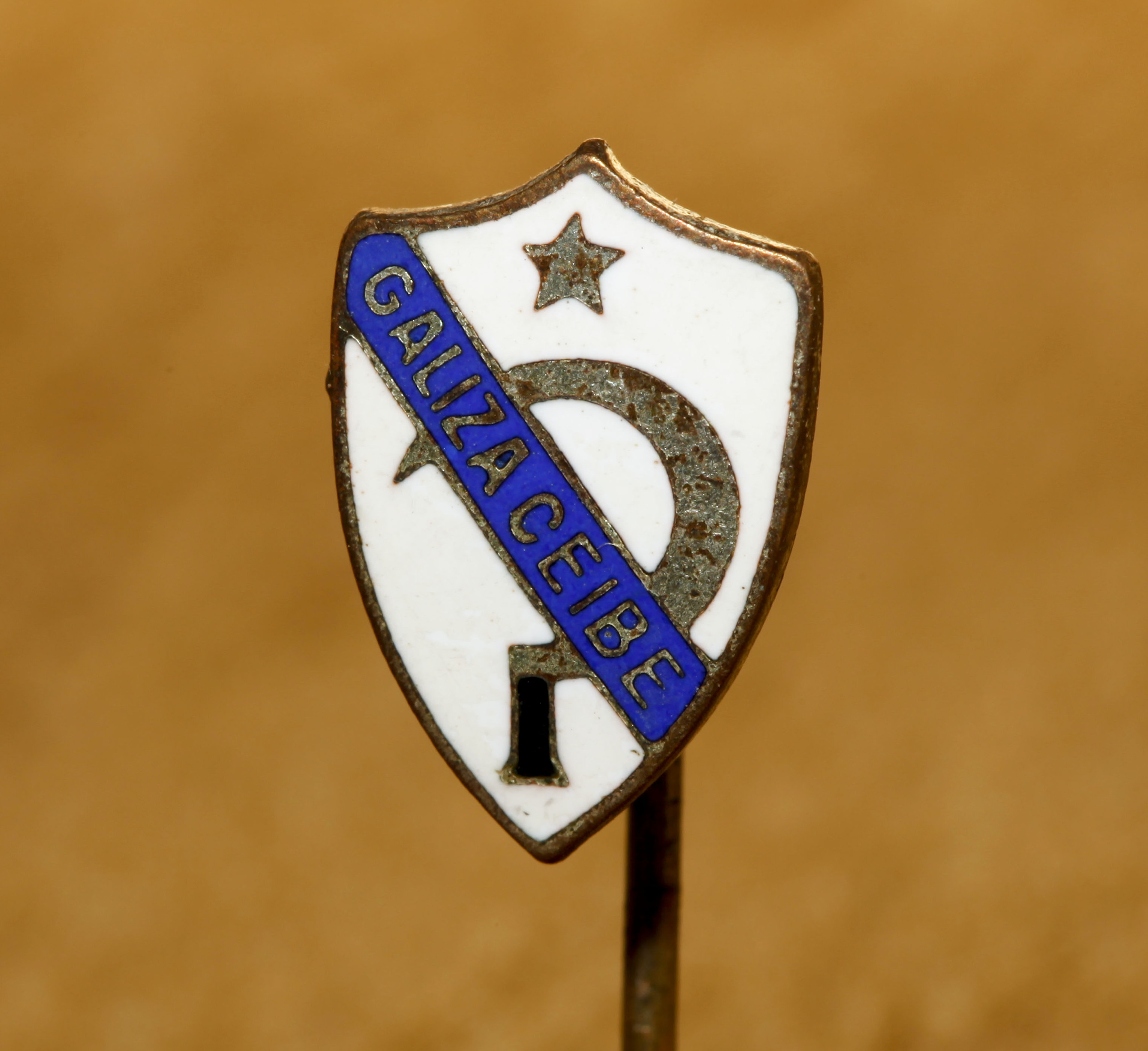
Insígnia da Sociedade Nacionalista Pondal

Em 1922 celebra-se em Monforte de Lemos mais uma Assembleia das Irmandades da Fala, onde se evidenciam duas correntes internas: uma primeira que propugna uma maior participação na política e uma segunda que defende a permanência na via exclusivamente cultural. A segunda corrente predomina e inicia-se uma etapa de tipo preferentemente cultural em que terá grande importância o papel da inteletualidade do Grupo Nós. Funda-se também nesta época, conforme com a linha das Irmandades, o Seminário de Estudos Galegos. Contudo, o início da ditadura de Primo de Rivera na Espanha paralisa as atividades quase totalmente durante seis anos, o que translada o epicentro das reivindicações culturais e políticas aos grupos nacionalistas surgidos nessa altura na emigração americana, fundamentalmente a Sociedade Nacionalista Pondal de Buenos Aires, Juntança Nacionalista Galega de Havana e o Comité Revolucionário Arredista Galego (CRAG), fundado em Havana em 1921 e dirigido por Fuco Gómez, que pode ser considerado um dos pioneiros da reivindicação do independentismo. De facto, no dia da Galiza de 1922, o CRAG fez pública a declaração Independência ou morte.

### II República

#### Da deriva da ORGA ao surgimento do Partido Galeguista
Em 1929 o nacionalismo galego cria a sua primeira organização política: a Organização Republicana Galega Autónoma (ORGA), uma formação de tipo autonomista e de tendência esquerdista, embora a sua base social fosse, na realidade, maioritariamente burguesa. A ORGA foi liderada desde o início por Santiago Casares Quiroga, embora os nacionalistas serem maioritários naquele momento. A correlação de forças interna fez com que inicialmente a ORGA se definisse como autonomista e que, quando os nacionalistas perderam força na organização, o setor federalista impusesse uma mudança nas exigências do partido.
A ORGA foi a impulsora do Pacto de Lestrobe em março de 1930, através do qual se produziu a criação da Federação Republicana Galega (FRG) com membros do ORGA e doutros grupos republicanos galegos de tipo não nacionalista. O objetivo era estabelecer uma estratégia conjunta e autónoma dos republicanos galegos. A FRG atingiu um importante sucesso eleitoral nas eleições constituintes de 1931, sendo a força hegemónica na Galiza com 14 deputados - entre os quais claros nacionalistas como Antón Vilar Ponte ou Ramón Suárez Picallo. A ORGA, que persistiu embora a existência da FRG, participou no primeiro governo da II República através do seu líder, Casares Quiroga. Porém, naquela altura a presença do nacionalismo na ORGA era já menos importante do que inicialmente.
Em qualquer caso, a ORGA não foi o único partido de corte nacionalista a apresentar-se às eleições. Em 1931 foi fundado o Partido Galeguista (PG) como unificação de grupos nacionalistas de diversa tendência ideológica que se proclamavam herdeiros do ideário das Irmandades da Fala e que claramente defendiam o modelo federalista onde Galiza se constituía como Estado livre federado. Este grupo esteve dirigido por Afonso Daniel R. Castelão e por Ramão Outeiro Pedraio.

#### O pulo por um Estatuto de Autonomia

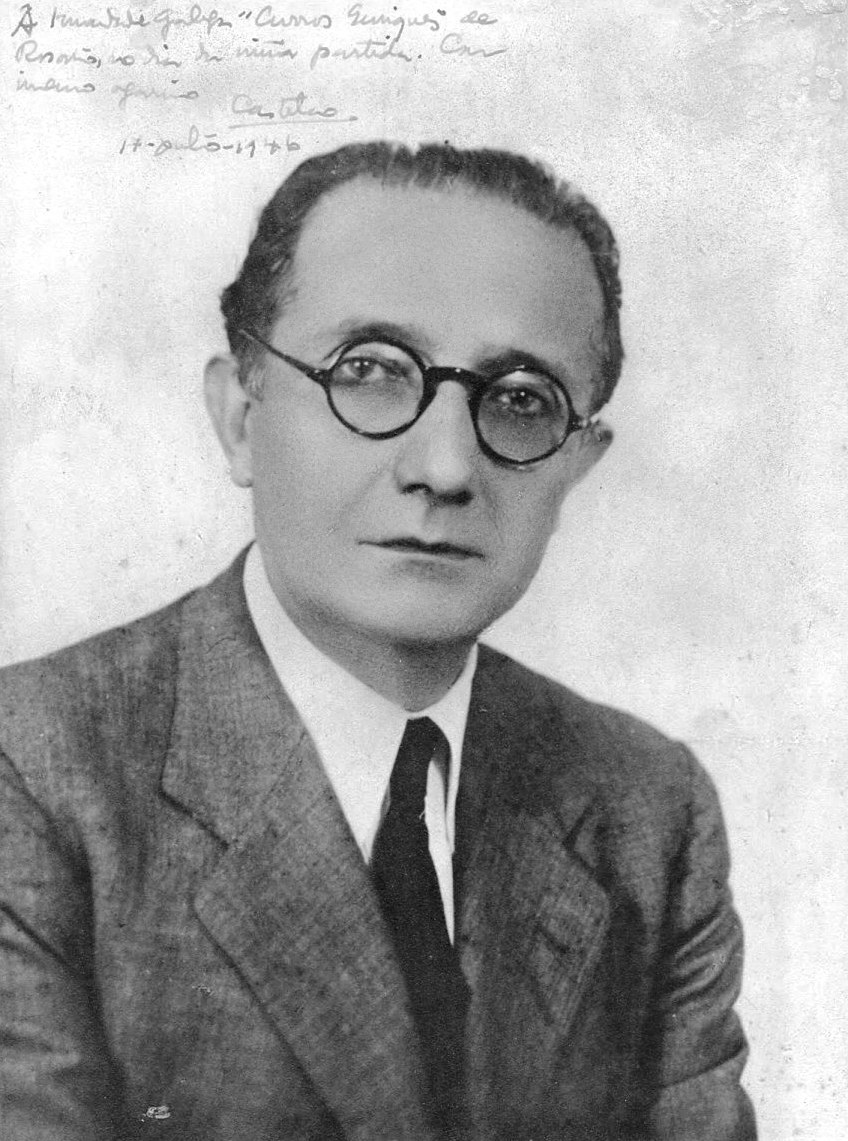
Castelao, o máximo exponente do nacionalismo galego do s. XX.

Ambos os partidos, ORGA e PG, conseguiram formar grupo próprio de minoria galeguista no Congresso espanhol. Porém, a deriva da ORGA desde esse momento e a presença do próprio Casares Quiroga como ministro de Governação levou-a a abandonar a maior parte das referências à nação. Contudo, foi o setor galeguista da ORGA quem pulou inicialmente para tomar a iniciativa quanto à convocatória de uma assembleia pró-Estatuto de Autonomia, embora o máximo impulsor da iniciativa fosse, na realidade, o Partido Galeguista.
Realizaram-se diversos projetos estatutários que resultaram em fracasso, alguns dos quais muito avançados na questão da autodeterminação, como o elaborado em 1931 pelo Seminário de Estudos Galegos, que indicava, desde o seu artigo primeiro, que "Galiza é um Estado livre dentro da República Federal Espanhola".
Em qualquer caso, o principal impulsor da ideia de Estatuto não foi a ORGA, mas o PG, que começou a integrar o setor galeguista que se afastava da ORGA rapidamente. Desta maneira, o PG cresceu rapidamente. Em quatro ano passou de 700 a 6000 afiliados, de ter 30 grupos locais a 150 e de receber 54 000 votos a obter 300 000. A sua meta final era a criação de uma república federal ibérica com um estado galego próprio livremente federado. Nessa linha, um dos grandes avanços realizados pelo PG foi a inclusão, em 1933, da Galiza no IX Congresso de Nacionalidades Europeias - organismo adjunto da Sociedade de Nações. A declaração apresentada pela delegação galega, que foi admitida, expressava-se nos seguintes termos:
E, porém, a estratégia do PG a curto prazo passava pela consecução de um Estatuto de Autonomia para o país, embora o fracasso dos textos propostos até o momento. Finalmente, em 1932, o presidente da câmara municipal de Compostela, Raimundo López-Pol, militante da ORGA, convocou uma assembleia de municípios como a finalidade de redigir um novo texto. A comissão encarregada de elaborá-lo estava formada por Manuel Lugrís, Alexandre Bóveda e Salvador Cabeza de León. O texto que saiu da comissão, dividido em seis títulos e quarenta e nove artigos, definia a Galiza como uma região autónoma, estabelecia a co-oficialidade das línguas galega e castelhana e reservava para a Galiza um importante número de competências e atribuições. Os órgãos de representação seriam a Assembleia Legislativa, formada por deputados eleitos cada três anos por sufrágio universal proporcional, a Junta da Galiza e a Presidência da Galiza, eleita cada quatro anos mediante votação popular direta.
Na assembleia de municípios celebrada nos dias 17, 18 e 19 de dezembro desse ano, 77% dos concelhos galegos (84,7% da população) aprovam o texto. Esse projeto de Estatuto será o levado a plebiscito em 1936, após vários anos de interrupção por questões políticas, entre elas a postura anti-autonomista dos grupos políticos da direita espanhola.

#### A aliança com a Frente Popular
Em parte devido aos ataques da direita espanhola contra os movimentos nacionalistas galego, basco e catalão, o Partido Galeguista optou por formalizar uma aliança estratégica com a espanhola Frente Popular com o objetivo de não perder a possibilidade de apresentar o seu projeto - os projetos basco e catalão estavam já prestes a ser apresentados. O pacto com a Frente Popular, que aglutinava na Espanha partidos socialdemocratas, socialistas e comunistas, produziu uma profunda crise no PG, cuja composição incluía elementos da direita. Por esse motivo, produziram-se duas cisões: a da Direita Galeguista de Pontevedra, dirigida por Xosé Filgueira Valverde e a da Direita Galeguista de Ourense, dirigida por Vicente Risco - cisões muito criticadas por Castelao, Vilar Ponte e Suárez Picallo, que sim se integraram na Frente Popular.
Contudo, o processo de aprovação do Estatuto da Galiza permaneceu paralisado até 1936, quando a Frente Popular ganha as eleições estatais. Nesse momento, a campanha pelo sim ao Estatuto adquire grande intensidade, dirigida pelo PG e com a participação dos setores de direita cindidos anteriormente. Em 28 de junho desse ano celebra-se o referendo. Vota 74,52% da população, com 99,05% dos votos favoráveis. Com estes resultados, uma comissão de deputados galegos viaja a Madrid para apresentar o texto aprovado às Cortes espanholas. Durante este trâmite, porém, o levante militar de 18 de julho dirigido por Francisco Franco e a tomada da Galiza por parte do setor sublevado fez inviável a aplicação do Estatuto aprovado no plebiscito. Após o levante, as Cortes republicanas transladadas a Catalunha admitiram a trâmite o texto em 1 de fevereiro de 1938, mas só foi aprovado oficialmente na reunião celebrada em México em 1945, pelo que jamais entrou em vigor.

### Guerra Civil espanhola

#### Persecução do nacionalismo
Durante a ditadura franquista, todo o movimento relacionado com o nacionalismo e a cultura galega foi duramente reprimido. Dirigentes nacionalistas como Alexandre Bóveda ou Anxo Casal (presidente da câmara de Santiago de Compostela) foram fuzilados e a maior parte do nacionalismo transladou-se ao exílio.
Na realidade, não houve praticamente oposição política nem militar ao franquismo na Galiza desde que as diversas jurisdições militares estavam já controladas pelos sublevados desde o início do levante. Na Galiza, segundo coincidem todos os historiadores do momento, não houve guerra civil. Antes ao contrário, passou-se diretamente à fase de repressão física e cultural.
Desde o fim da guerra, por volta de 1943, reiniciam-se os contatos dos galeguistas que permaneceram na Galiza numa reunião em Coruxo (Vigo), à que acodem dezanove membros e que dá origem a um Comité Executivo Provisório do PG integrado por Manuel Gómez Romão, Outeiro Pedraio e Plácido Castro. Nessa nova organização, logicamente clandestina, terão também um papel fundamental os jovens Ramão Pinheiro e Francisco Fernández del Riego, cuja absoluta prioridade foi recuperação do contato com o resto da oposição galega e com os nacionalistas bascos e catalães. O PG no interior integrou-se em 1944 na Junta Galega de Aliança Democrática junto com organizações não nacionalistas, mas de esquerda, como as espanholas CNT, o PSOE, a UGT e setores agrários. Pinheiro foi detido em 1946 e excarcerado em 1949, momento em que se estabelece a nova estratégia do PG, cuja base social se topava desanimada pela falha de resultados da ação clandestina: o novo PG no interior passará a desenvolver uma oposição de tipo culturalista aproveitando as poucas possibilidades oferecidas pela censura e em aberta contradição com o PG do exílio. A fundação da Editorial Galaxia em 1950 porá fim, definitivamente, às atividades do PG, cujos militantes se integraram na nova organização plenamente cultural. Esse foi, portanto, o fim do nacionalismo galego organizado na Galiza.

#### Exílio

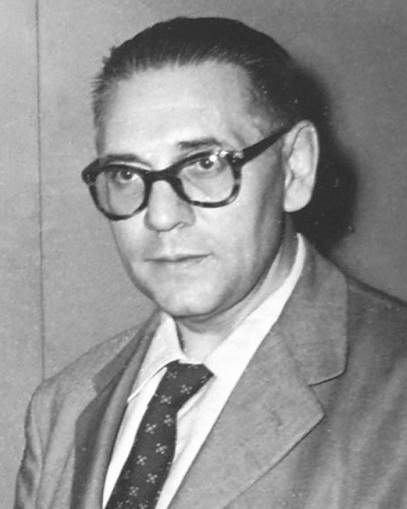
Luís Seoane

Com a Galiza absolutamente controlada pelos sublevados já desde o início da guerra, a oposição do nacionalismo galego ao franquismo depois de 1939, quando Franco ganha a guerra, traslada-se ao exterior. A prioridade principal para os exilados galegos foi a formação de organismos unitários como a Aliança Nacional Galega, fundada em 6 de dezembro no México por representantes da UGT e da CNT, republicanos, galeguistas e socialistas, que defendia a restauração da República e o Estatuto de Autonomia da Galiza. Porém, a realidade deste organismo foi a sua divisão interna. Inclusive, o PG agia separadamente e, em 1944, criou o Conselho da Galiza formado por quatro deputados galegos: Castelao (o seu primeiro presidente), Suárez Picallo, Antón Alonso Ríos e Elpidio Vilaverde. A criação do Conselho da Galiza e a publicação, nesse mesmo ano de 1994, do Sempre em Galiza de Castelão, que constitui a obra fundamental do nacionalismo galego republicano, agravam ainda mais a divisão interna da Aliança Nacional Galega, pelo demais inoperante. O papel da ANG limitou-se, na realidade, a recusar a mesma constituição do Conselho da Galiza, a representatividade dos seus membros e inclusive o pacto de Galeusca elaborado por nacionalistas galegos, bascos e catalães.

### Últimos anos da ditadura franquista

#### O nacionalismo exilado
O ano 1950 constituirá uma quebra absoluta na linha de ação do nacionalismo galego do exílio. A morte de Castelão topa um Partido Galeguista sem direção política no exterior e, na prática, desaparecido na Galiza. O resultado é que o PG esmorece rapidamente até dissolver-se pouco tempo depois da sua morte.
A dissolução do PG, o fim do Conselho da Galiza e a deriva das organizações galeguistas no exílio face a posições menos comprometidas não significou, não obstante, o fim das produções do nacionalismo galego no exterior. Antes ao contrário, continuaram na obra de autores individuais que mantiveram a produção literatura ou artes plásticas na América. Alguns desses autores regressariam posteriormente à Galiza, como Isaac Díaz Pardo; outros, permanecerão nos países de acolhida até à sua morte, como Luís Seoane.

#### O lento ressurgir do nacionalismo na Galiza

##### A via cultural
Diante do fim da estratégia política no exílio, no interior do país passar-se-á à via culturalista, da que o elemento mais representantivo será a Editorial Galaxia, fundada no mesmo ano de 1950. Entre os fundadores do projeto topam-se vultos como Ramón Otero Pedraio, Francisco Fernández del Riego e  Ramón Piñeiro. O objetivo do grupo era recuperar a significação histórica da língua galega, interdita pela censura da ditadura franquista. Ao abeiro da Editorial Galáxia configurou-se também uma célula de pensadores muito ativos sob o nome de Grupo Galáxia, que se caracterizou pela sua procura de um discurso moderno e universalista. Faziam parte desse grupo inteletuais como Domingo García-Sabell, Juan Rof Carballo, Ramão Pinheiro ou Francisco Fernández del Riego. Uma grande parte desse discurso novo publicou-se através da revista Cadernos Grial desde 1951. Porém, a publicação foi proibida pelo franquismo e não volveu circular até 1963.

##### A recuperação da via política: o PSG e a UPG e a sua rede
Do mesmo modo, ainda que mais tarde, no final da década de 1950 volver-se-á retomar o  pulo político de carácter clandestino somado à atividade cultural que se vinha  desenvolvendo.
Vinculado com o grupo Galáxia e, especialmente, com Ramão Pinheiro, o Partido Socialista Galego em 1953. O PSG limitar-se-á, no primeiro momento, à atividade cultural e à formação dos seus membros para evitar atrair assim a atenção da ditadura. No político, o PSG advogou por um marxismo aberto para as novas tendências da esquerda europeia. O seu líder, José Manuel Beiras, analisou em O atrasso económico da Galiza a realidade da economia galega concluindo que ela é a própria de uma nação periférica que sofre um neo-colonialismo sócio-económico que explica o seu subdesenvolvimento. Esta obra terá uma forte difussão entre o estudantado universitário.
Em 25 de julho de 1964 nasce mais um partido político na clandestinidade e com o objetivo de desvincular-se da linha preferentemente culturalista de Galáxia e o PSG. A União do Povo Galego tem os seus alicerces ideológicos no marxismo-leninismo e a sua análise da realidade galega dá como resultado a ideia de uma nação proletária e colonizada no contexto internacional. Isso permite ligar a Galiza com os movimentos de libertação nacional que se produzem no mundo nessa altura (nomeadamente africanos e sudamericanos) à vez anti-coloniais e de corte comunista. A UPG, à diferença do PSG, proclamou desde o início o direito à autodeterminação e à soberania plena do país - embora, à partida, não defendesse a independência total. Em coerência com essas formulações, passou à ação direta no âmbito social com o intuito de enraizar o nacionalismo galego através dos conflitos sociais e da agitação. O objetivo era agudizar as contradições da ditadura e do capitalismo que, segundo a sua análise, na Galiza tinha um marcado carácter colonial.
Para este fim, a UPG dotou-se asinha de uma série de organizações satélite cujo papel era incidir naqueles âmbitos para os que foram criadas.  Assim, em 1971, a UPG criará os Comités de Ajuda à Luta Labrega (CALL) - antecedentes do que depois serão as Comissões Labregas. Em 1972, um dos militantes mais ativos da UPG, Moncho Reboiras, cria a Frente Operária, organização de tipo trabalhista e com vontade aglutinadora que dará depois origem ao Sindicato Operário Galego (SOG) e, após diversas reconfigurações, ao que atualmente é a Confederação Intersindical Galega (CIG). E em 1973 cria a organização estudantil Estudantes Revolucionários Galegos (ERGA). Também, desde a década de 1970, dentro do partido houve quem advogasse por uma fase de luta armada no marco de uma revolução nacional-popular. A UPG, com o apoio da organização político-militar basca ETA, constitui a denominada Frente Armada, que contava com uma dezena de pessoas dirigidas por Moncho Reboiras e que realizou alguns assaltos antes da detenção de vários membros do grupo e do assassinato do próprio Reboiras pela polícia franquista em 1975.

#### O início da via sindical
A tendência claramente marxista do nacionalismo galego dos últimos anos da ditadura, bem como a criação de áreas industrializadas em Ferrol e Vigo, fundamentalmente, favoreceu o surgimento de uma nova via para o nacionalismo galego que com o passar do tempo obterá um grande sucesso social.
Em 1972, a UPG encarregara a Moncho Reboiras a criação da clandestina Frente Operária, que após a morte de Franco em 1975 passará a denominar-se Sindicato Operário Galego (SOG), crescendo em filiação. A unificação do SOG com outras organizações trabalhistas setoriais criadas também ao abeiro da UPG dará origem já em 1977 à Intersindical Nacional Galega (ING), que foi capaz de convocar massivas jornadas de mobilização contra o governo espanhol e as suas políticas antissociais derivadas da crise do petróleo de 1973 e pela consecução de uma "Pátria Galega Ceive" e sem exploração.

### A transição: uma oportunidade perdida
Com a chegada da democracia formal após a morte de Francisco Franco e o fim da  ditadura franquista através do processo de Transição, à  existência do PSG e da UPG e a sua rede tentam unir-se novas organizações.

#### A tentativa de um nacionalismo de centro democrático
Algumas das organizações que surgem neste momento reclamam-se herdeiras do "galeguismo de centro" e visam criar partidos de tipo galeguista, sem excessivo pesso do componente nacional e sem decidir-se tendencialmente para a direita ou para a esquerda.
Assim, em 1975 nascem União Democrática e Esquerda Democrática, que se  unificam posteriormente no Partido Popular Galego (PPG), de aspiração europeísta e  democristã. O PPG aglutinou uma série de notáveis nos que a débil presença do nacionalismo galego não impedirá que terminem sendo transferidos para as potentes forças de âmbito estatal que se começam a formar justo após a morte de Franco. O caso paradigmático será Gerardo Fernández Albor, captado por Manuel Fraga Iribarne, que provinha das cúpulas da própria ditadura, para ensaiar uma Alianza Popular de tipo regionalista e forte tendência à direita.
Do mesmo modo, um grupo de notáveis provenientes do regime criam o Partido Galego Independente (PGI), que, porém, desaparece rapidamente quando Adolfo Suárez lhes  oferece postos de direção na Galiza da coligação espanhola Unión de Centro Democrático. Quando a UCD se transforme em partido, os partidos galeguistas de José Luís Meilán Gil e Eulógio Gómez Franqueira dissolver-se-ão definitivamente na organização.
Posteriormente Coligação Galega nasceu como coligação eleitoral para as eleições municipais de 1983, incorporando-se nela boa parte dos dirigentes (o antedito Eulogio Gómes Franqueira) e militantes galegos da UCD, logo após a dissolução deste partido nas eleições gerais de 1982, unindo-se a sectores galeguistas, em especial ao Partido Galeguista.
Nas eleições Gerais de 1986 Coligação Galega obtém só um deputado (Senén Bernárdez), o primeiro deputado nacionalista nas Cortes espanholas, logo no fim da II República.
Nas eleições europeias do 1989 José Domingo Pousada Gonçáles também seria o primeiro deputado nacionalista galego no Parlamento europeu , eleições nas que Coligação Galega se apresentou dentro da Coalición Nacionalista, na que se integrava também o Partido Nacionalista Vasco. José Posada exerceu o seu labor parlamentar entre 1993 e 1994, e de novamente em 1999.

#### A estratégia da esquerda nacionalista

##### Multiplicação de forças de cara às eleições constituintes

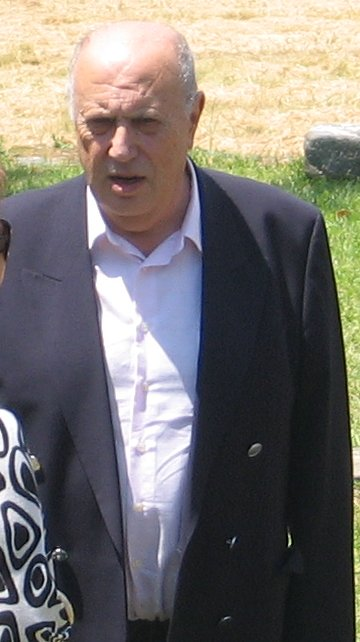
José Luís Méndez Ferrim

Além dos já constituídos PSG e UPG, em 1971 aparece a Assembleia Nacional-Popular Galega (AN-PG), uma organização de massas e assemblear, vinculada com a UPG e com vocação de integrar partidos e pessoas sem militância para apurar a implantação do nacionalismo de esquerda. A sua estética revolucionária e a sua estratégia de agitação social tornaram a sua oferta impermeável para os pequenos burgueses e o campesinado galego, instalados na retórica ainda presente da ultradireita.
Com uma AN-PG fracassada, a esquerda marxista estará principalmente representada pela União do Povo Galego. Por proposta deste partido, em 1976 é criado o Conselho de Forças Políticas Galegas, do que fazem parte a própria UPG, o PSG de Beiras, o Partido Galego Social Democrata (PGSD), o Movimento Comunista da Galiza (MCG) e os carlistas. O Conselho elaborará umas Bases constitucionais como documento político de referência para a ruptura democrática baseada no direito de autodeterminação e no exercício da soberania do povo galego, com a vista posta na configuração de um pacto federal de igualdade com o resto de nações do Estado.
Depois de aprovada a Lei de reforma democrática impulsionada pelo governo de Adolfo Suárez, foram convocadas as primeiras eleições para a criação de umas Cortes constituintes. O nacionalismo galego apresentar-se-á dividido. Aliás, para a UPG, a decisão de apresentar-se deu origem a um forte conflito interno na medida em que um setor importante considerava o facto de se apresentar às eleições espanholas como sendo incoerente com a linha de "ruptura democrática" que a própria UPG tinha encorajado perante o insatisfatório processo de Transição. Esse grupo interno, denominado UPG-linha proletária (UPG-lp), liderado por Xosé Luís Méndez Ferrín manifestará perante as eleições um aberto independentismo que se opunha à linha estratégica da UPG naquele momento, motivo pelo que foi expulso em 1978, dando origem ao Partido Galego do Proletariado (PGP), transformado depois de 1980 em Galiza Ceive-Organização para a Libertação Nacional.
À margem dos problemas internos da UPG, o facto de concorrerem separadamente as formações e as dificuldades para atingir um eleitorado acostumado ao discurso franquista com uma mensagem tão rupturista como o da nação e a esquerda fez com que os  resultados desse primeiro processo eleitoral foram muito negativos. O PSG atingirá 27 197 votos (2,41%), a coligação PPG-PGSD obterá 23 014 votos (2,04%), enquanto a coligação Bloco Nacional Popular Galego (BNPG), formada pela UPG e a AN-PG, atingirá 22 771 votos (2,04%).
Por enquanto, para o Senado, a Candidatura Democrática Galega, apoiada pelo PSG, o  PPG e o MCG e que incluía galeguistas históricos como Pinheiro ou Díaz Pardo, obteve um  senador pela província de Ponte Vedra (Valentim Paz Andrade) e  outro pela província da Corunha (Manuel Iglesias Corral).

##### Fracasso e reconfigurações
O fracasso dos resultados provocou imediatamente uma série de reconfigurações importantes.
Em outubro de 1977 celebra o seu I Congresso o Partido Operário Galego (POG), dirigido por Camilo Nogueira e constituído principalmente por militantes  procedentes da UPG cindidos. Para o POG, o marco institucional não era satisfatório, mas sim positivo para o processo de construção nacional e o avanço da uma ideologia de esquerda diferente do marxismo-leninismo defendido pela UPG.
Do mesmo modo, fruto da união entre o PPG e o PGSD e do entendimento entre os seus dirigentes Jaime Ilha Couto e Avelino Pousa Antelo, é refundado o Partido Galeguista
Nas primeiras eleições depois das constituintes, celebradas em 1979, o nacionalismo volveu concorrer desunido e com posições muito rupturistas que produzem um efeito negativo sobre o eleitorado num momento de grande incerteza política. O BNPG atinge 5,86% do voto e a coligação Unidade Galega (UG), de que fazem parte o novo PG, o PSG de Beiras e o POG de Nogueira, 5,54%. Nenhuma das formações obtém representação e o nacionalismo galego, a diferença do basco e do catalão, fica sem presença nas instituições do Estado.

#### Continuidade e sucesso da via sindical
Nas primeiras eleições democráticas livres depois do franquismo, celebradas em 1978, a Intersindical Nacional Galega (ING) converteu-se no terceiro sindicato da Galiza com 13,5% dos delegados, e nas eleições de setembro de 1980, após unificar-se com a Central de Trabalhadores Galegos (CTG), continuou a crescer em representação até ao 17,5%, de maneira que a ING-CTG atingia já o status jurídico de sindicato mais representativo. A via sindical estava a dar grandes frutos ao nacionalismo de esquerda embora os fracassos da via partidária, o que favoreceu a unificação definitiva das duas forças sindicais na Intersindical Nacional dos Trabalhadores Galegos (INTG).

#### O início da via armada
Em 1978 apareceu um grupo armado sob o nome de Luta Armada Revolucionária (LAR) e vinculado primeiro ao PGP e depois a Galiza Ceive-OLN. LAR realizou diversas ações entre 1978 e 1980, quando foi desarticulada através da detenção de 16 membros, entre os quais Antón Arias Curto, Xosé Luís Méndez Ferrín ou Xosé Cid Cabido. O golpe policial a LAR, a denúncia de torturas por parte dos presos galegos e a aplicação da política de dispersão também deram origem a uma nova organização, as Juntas Galegas pela Amnistia (JUGA), implicadas na defesa dos direitos dos que eram considerados presos políticos do Estado espanhol.As JUGA foram fundadas em 1980 após a desarticulação de LAR, e as primeiras campanhas estarão intensamente ligadas ao devir dos presos da organização. Em 1981, deste modo, organizar-se-á a campanha Que volvam à casa contra a dispersão penitenciária dos presos longe da Galiza.
Em qualquer caso, a próxima entrada do BNPG-PSG no Parlamento galego, bem como o facto de o nacionalismo moderado ter optado firmemente pela participação exclusivamente democrática e não violenta alargou a divisão com forças como Galiza Ceive-OLN, que defendiam ações desde fora do sistema e propugnavam um claro independentismo sem excluir a luta armada.

### A etapa autonómica

#### Oposição ao Estatuto
Embora a ausência do nacionalismo galego nas instituições, de acordo com a Constituição Espanhola de 1978, foi constituída em 25 de junho de 1979 a Assembleia de Parlamentares galegos com o mandado de nomear uma comissão para redigir o texto de Estatuto. Os 16 membros dessa comissão repartiram-se do seguinte modo: 8 pertenciam à UCD, 2 ao PSOE, 2 à AP, 1 ao PCG, 1 ao POG,  1 ao Partido Galeguista e 1 ao PTG.
O texto elaborado, conhecido como Estatuto dos 16, foi rechaçado pelas direções dos partidos espanhóis, mas não só. Para os partidos nacionalistas que não participaram na sua elaboração (fundamentalmente, UPG e PSG), o texto parecia pouco ambicioso e de segunda ordem em relação aos elaborados na Catalunha e no País Basco. Isso levou à convocatória de uma manifestação em Vigo em 4 de dezembro de 1979 que resultou multitudinária.
Contudo, o Estatuto de Autonomia é aprovado em 6 de abril de 1981, estabelecendo a  necessidade de umas eleições autonómicas. O nacionalismo apresenta-se mais uma vez desunido e, ao mesmo tempo, a queda da UCD cria as condições para que alguns dos seus membros galegos ensaiem opções de centro galeguista não nacionalista.

#### A promessa incumprida do nacionalismo de centro
As incoerências internas da UCD deram passo à vitória de uma AP de forte tendência centrista, mas publicamente de corte galeguista, que deu para a vista de todos os analistas a existência de um espaço para o nacionalismo galego de centro. O primeiro intento já fora protagonizado pela coligação Unidade Galega (UG) constituída pelo PG e outras forças menores à sua esquerda. UG obteve importantes resultados nas eleições municipais de 1979, com 6 representantes na câmara municipal (concelheiros)  em Pontevedra, 5 em Compostela e na Corunha, 3 em Vigo e Ferrol. Ainda, atingiu a presidência da câmara municipal da Corunha. Contudo, a coligação não resultou duradoura. Na Junta da Galiza controlada pela AP, o binómio galeguista (não nacionalista) constituído por Fernández Albor e José Luís Barreiro Rivas, com a chegada de algum conselheiro da antiga guarda galeguista (não nacionalista) como Filgueira  Valverde parecia ocupar o espaço galeguista de centro e terminar com a promessa desse  espaço para o nacionalismo moderado de centro-direita.
Por outra parte, a dissolução da UCD deu origem, na Galiza, à criação do partido Coligação Galega (CG), de que faziam parte vultos da UCD como Eulogio Gómez Franqueira e militantes provenientes do PG. Nas eleições  municipais de 1983 posicionou-se como terceira força da Galiza com 858 concelheiros em  total. Os bons resultados animaram o partido a constituir-se como formação de corte galeguista moderado e centrista, embora mantivesse uma estrutura clientelar nas zonas rurais de Ourense e Lugo, herdada da UCD. O crescimento da CG consolidou-se nas seguintes eleições, autonómicas, celebradas em 1985: sob liderança de Paulo González Marinhas e o apoio do nacionalismo catalão governante de  Convergència i Unió, obteve 163 425 votos (13%) e 11 representantes no Parlamento  galego, com o que se tornava fundamental para a governança na Galiza. Os partidários de pactuar com a direita predominaram e permitiram a eleição de Gerardo Fernández Albor como novo Presidente da Junta. Porém, as divergências internas e a pressão da direita espanhola fizeram com que o grupo parlamentar de CG e o partido completo sofressem divisões e subdivisões que levaram ao centro do partido a Barreiro Rivas, antes membro de AP.
O novo governo autonómico, tripartido, afastou Fernández Albor da Junta. Constituído pelo PSdeG, o Partido Nacionalista Galego (PNG)  liderado por González Mariñas e a CG liderada por Barreiro Rivas, aquele governo que  continha dois partidos pretensamente nacionalistas no poder apoiou a reconversão naval  que propiciou três greves gerais comandadas pelo sindicalismo nacionalista da Intersindical Nacional dos Trabalhadores Galegos (INTG), as quotas lácteas e um  recurso de inconstitucionalidade contra a lei de normalização linguística aprovada pelo  próprio Parlamento.
A má gestão do governo tripartido dirigido pelo PSdeG-PSOE foi castigado eleitoralmente  nas eleições autonómicas de 1989 e afetou também ao PNG e à CG. De facto, a CG cindiria-se novamente em diversos setores, alguns dos quais se reorganizaram como centro-direita galeguista não nacionalista no partido Centristas da Galiza (e, liderados por  Vitorino Nunez, participariam nas vitórias de Manuel Fraga Iribarne  com a AP, logo Partido Popular (PP).). Outros membros de CG terminaram aderindo ao PNG de González Marinhas, e por essa via, integrando-se no Bloco Nacionalista Galego (BNG). Finalmente, os setores menos ideologizados de CG abandonariam a política autárquica e ensaiariam candidaturas locais com sucesso díspar.

#### O nacionalismo moderado de esquerda: da marginalidade ao avanço

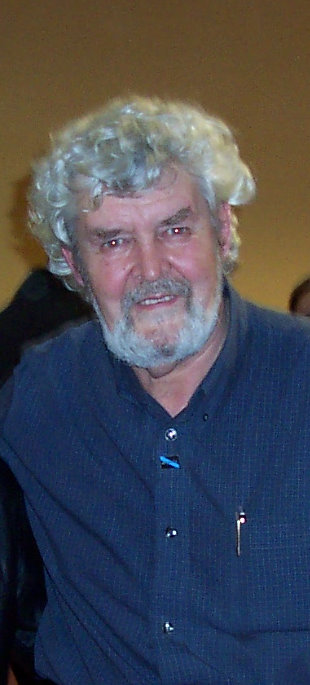
José Manuel Beiras, o rosto visível da época de moderação e crescimento do BNG

O nacionalismo galego de esquerda ficou desunido durante vários anos, optando pela automarginalização derivada de manter inalterados uns discursos que resultavam avançados e perigosos para um eleitorado ainda tendente às mensagens da direita e da ultradireita após quarenta anos de ditadura.
Contudo, nas eleições de 1981, a opção menos radical, representada pelo PG, obteve 4%  dos votos e ficou sem representação. Ao mesmo tempo, o partido Esquerda Galega (EG), que era herdeiro direto do POG obteve outro 4% e um  deputado: Camilo Nogueira. Os maus resultados destas opções podiam dever-se à dificuldade para distinguir o seu discurso político daquele dos grupos de centro e centro-direita já referidos. Pela sua vez, o BNPG, agora em coligação com um PSG já sem Beiras, obtém 6% do voto e 3 representantes, o qual foi considerado um grande  sucesso devido à ausência de instrumentos institucionais e comunicativos do nacionalismo  considerado "radical". Contudo, o esforço do BNPG-PSG por manter a centralidade da via parlamentar viu-se frustrado quando os seus três deputados (Bautista Álvarez, Cláudio López Garrido e Lois Diéguez) foram expulsos do próprio Parlamento por se recusarem continuadamente a jurar a Constituição espanhola. Desse modo, apenas ficava no parlamento a EG de Nogueira.
Após a expulsão do Parlamento dos deputados do BNPG-PSG eleitos em 1981, o nacionalismo de esquerda viu a necessidade de assentar a linha de participação institucional que lhe reportara aqueles três deputados expulsos. Em 26 de setembro de 1982 foi celebrada na Corunha uma assembleia constituinte onde a AN-PG, a UPG, o PSG e outros partidos independentes e minoritários se coaligavam formando a frente patriótica denominada Bloco Nacionalista Galego (BNG). Porém, apenas um ano depois, em 1983, o PSG cindiu-se e um setor abandonou o BNG para fusionar-se com o EG de Camilo Nogueira, que mantinha a representação parlamentar, configurando o PSG-EG.
Nas eleições autonómicas de 1985, o BNG conseguiu apenas um deputado, José Manuel Beiras, enquanto o PSG-EG, mais moderado, atingiu 3 representantes. Em consequência disso, o BNG começou um processo de desradicalização liderado por Beiras com o objetivo de chegar a um maior público eleitoral. Isso não impediu que o BNG levasse adiante uma campanha pelo não contra o ingresso da Espanha na NATO.
Nas eleições autonómicas de 1989, um BNG liderado por Beiras, mais moderado e já claramente favorável ao trabalho institucional, iniciava uma tendência ascendente ao atingir grupo parlamentar próprio com 5 deputados (8% do voto). Pela sua vez, o PSG-EG conseguiu 2 deputados; e a coligação do PNG e o PG ficaram sem representação em castigo pelo tripartido. Também ficou sem representação a Frente Popular Galega (FPG) que constituía a aposta mais clara do independentismo galego.
O BNG continuou a sua carreira aglutinadora, empenhado em tornar-se a “casa de todo o nacionalismo”. Daí o ingresso do PNG-PG e de Inzar em 1991. Nas eleições autonómicas de 1993, o BNG consegue já 13 deputados com 18,5% do voto. O fracasso de Unidade Galega (coligação de PSG-EG) faz com que se incorporem também ao BNG nesse ano. O nacionalismo moderado, após anos de automarginalização, contava finalmente com uma força claramente ascendente. Nas eleições estatais de 1996 atingem-se, pela primeira vez, dois deputados no Congresso espanhol; nas eleições autonómicas de 1997 termina como segunda força política na Galiza com 24,8% do voto e 18 representantes; nas eleições de 1999 obtém, o BNG pela primeira vez, um deputado  no Parlamento europeu (Camilo Nogueira); nas eleições estatais de 2000 atingem-se três escanos no Congresso espanhol; e nas eleições de 2001, com 22,6% do voto, atingem-se 17 deputados, o máximo histórico do BNG.

#### O papel do nacionalismo independentista

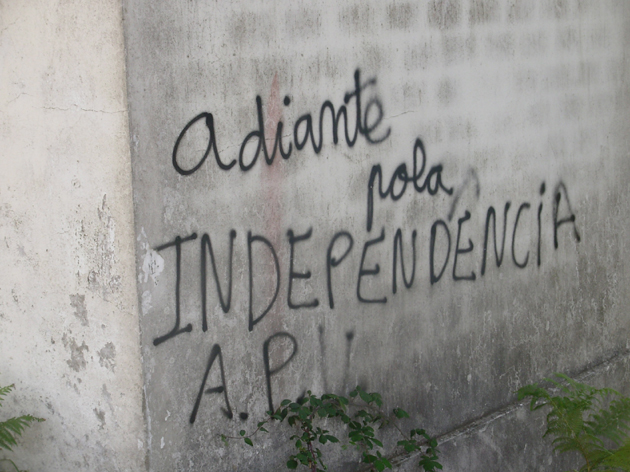
Legenda reivindicativa assinada pela APU, num muro de Ares, escrita em 1992

Em qualquer caso, a progressiva desradicalização favoreceu uma cisão no seio da UPG (o partido maioritário dentro do BNG), que deu origem, em 1985, ao Partido Comunista de Libertação Nacional (PCLN), que, pela sua vez, permaneceu dentro do BNG até que, na sua III Assembleia, foi expulso por apoiar publicamente o independentismo basco de Herri Batasuna nas eleições ao Parlamento europeu.
A expulsão do PCLN favoreceu um processo de concentração no independentismo que também se estava a dar no BNG a respeito do nacionalismo moderado. O PCLN, Galiza Ceive-OLN, Grupos Independentistas Galegos (GIGa) formados por volta da Universidade de Santiago de Compostela e outras organizações menores como o Coletivo Iskreiro formalizaram a sua coaligação com a criação da Frente Popular Galega (FPG) em 1988. Contudo, o processo não durou.

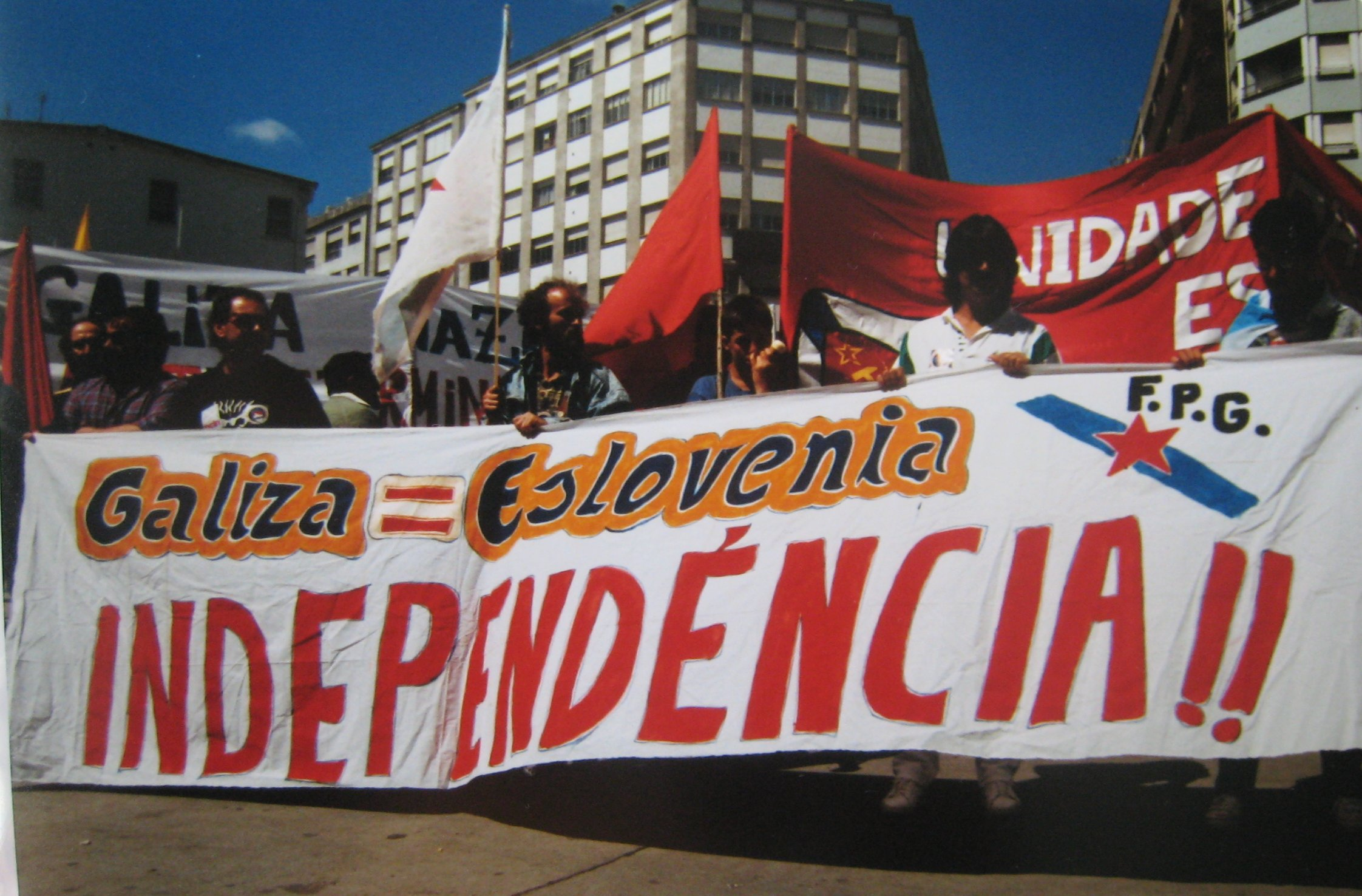
Faixa da FPG reivindicando a independência da Galiza

O enfrentamento entre o PCLN, favorável a manter a autonomia dos grupos no seio da FPG e contrário às ações do EGPGC, e Galiza Ceive-OLN, favorável a uma integração total para dotar a FPG de uma estrutura unitária e favorável também a apoiar as atividades do EGPGC, resolveu-se com a cisão de Galiza Ceive-OLN no ano seguinte (1989) e com a sua dissolução para dar origem à Assembleia do Povo Unido (APU). O mapa do independentismo galego volvia aparecer dividido, com a FPG por uma parte e a APU por outra, e com as ações do EGPGC (vinculado agora a APU) de fundo até 1990. Nesse ano, o Exército Guerrilheiro foi definitivamente desarticulado totalmente, com o que ficava também descabeçada a própria APU.
O resultado foi incontornável: a APU obteve apenas 1.492 votos (0,1%) nas eleições de 1993 e terminou dissolvendo-se em fevereiro de 1995 após anos sem atividade política e embora a sua organização  juvenil, a Assembleia da Mocidade Independentista (AMI) continuasse. Mas também foi incontornável para a FPG, que se constituiu formalmente como partido no registo do Ministerio del Interior espanhol em 1989 e que promoveu, sem êxito, a criação de uma frente ampla que incluísse todo o espectro político galego à esquerda do PSOE, onde aparecessem o BNG, PSG-EG, APU, PG, PCPG, Inçar, e os espanhóis IU e PCE(r). Entre 1992 e 1994 tentou uma aproximação ao BNG, chegando, também sem êxito, a solicitar a integração no Bloco, depois do qual continua existindo com resultados absolutamente marginais embora o sucesso pessoal de um dos seus líderes, Xosé Luís Méndez Ferrín.

#### Assentamento definitivo da via sindical

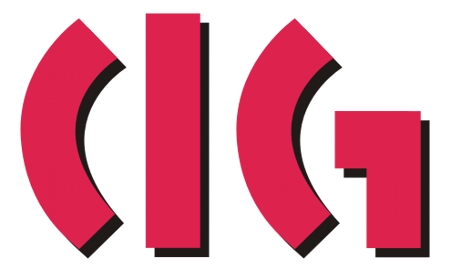
Logótipo da CIG, o principal sindicato nacionalista galego.

A Intersindical Nacional dos Trabalhadores Galegos (INTG) continuou a crescer e a aglutinar novos setores procedentes mesmo de sindicatos espanhóis. Após os denominados Pactos de la Castellana, com os que o governo central pretendia reconverter as empresas públicas de construção naval, a INTG, liderou uma greve na comarca de Vigo em 1973. A tensão continuou a crescer nos meses seguintes, e a INTG convocou três greves gerais consecutivas em 1984 com grande sucesso, especialmente em Vigo e Ferrol, as principais cidades industriais. Através dessas greves, e também graças à queda do nacionalismo de centro-direita, o nacionalismo galego de esquerda apareceu em certa medida como sinónimo de luta operária, o que favoreceu inegavelmente o seu crescimento, embora as problemáticas organizativas da INTG que deram lugar à cisão da CGTG e, posteriormente, à nova unificação, dando origem em 1994 à Confederação Intersindical Galega (CIG) - que na atualidade é indiscutidamente a organização do nacionalismo com maior número de afiliados (arredor de 65 000) e com maior presença social.
Porém, a CIG não é a única aposta do nacionalismo pela via sindical. Na INTG, além de quadros da UPG, havia também uma importante presença de militantes do PCLN - ao ponto de Xan Carballo ser o seu secretário geral entre 1983 e 1987. O PCLN foi uma das organizações impulsionadoras da expulsão das correntes críticas da INTG que darão lugar à CGTG e, posteriormente, já sob a forma de FPG, foi uma das forças que se opus à reunificação de INTG e CGTG. Desde então, a FPG perdeu força progresivamente no seio da recém constituída CIG, o que levou a organização a promover uma nova força sindical: a Central Unitária de Trabalhadores (CUT), que celebrará o seu Congresso fundacional em abril de 1999 em Vigo.
Finalmente, existe também uma aposta do nacionalismo pelo sindicalismo agrário. Em 1971, a UPG, como parte da sua estratégia de criar uma rede de organizações nacionalistas nos diversos âmbitos sociais e económicos, fundou os Comités de Ajuda à Luta Labrega (CALL). Reconvertidos desde 1973 nas Comissões Labregas (CCLL) e lideradas por Lidia Senra, terão grande importância na luta ecologista contra a proliferação de barragens nos rios galegos - que eram entendidas como mais uma forma de saque da riqueza galega por parte do Estado espanhol. Na atualidade, as Comissões Labregas têm o nome de Sindicato Labrego Galego (SLG).

#### Continuidade da via armada: o EGPGC
Por enquanto, ao abeiro de Galiza Ceive-OLN, já desde 1984 dirigida pelo excarcerado Antón Arias Curto, surgiu a nova organização militar do independentismo: o Exército Guerrilheiro do Povo Galego Ceive. O EGPGC foi constituído formalmente em 1986 com membros dessa organização e mais algum membro da UPG e liderado, entre outros, pelo próprio Antón Arias, que já fizera parte da organização LAR. O EGPGC levou em frente arredor de 90 atentados, principalmente contra interesses da energética Unión Fenosa e contra o narcotráfico, que na altura tinha uma importante presença na Galiza costeira.
A desarticulação do EGPGC deu lugar à refundação das JUGA, que se autodissolveram após o processo contra LAR. Porém, nesse momento, o PCLN-FPG discutiu o seu carácter unitário e representativo e fundou mais uma organização anti-repressiva, denominada Comités Anti-Repressivos, que colaborarão em múltiplas ocasiões com as JUGA.

#### Início da via ecologista
Em 1974, liderada por Domingos Quiroga, nasce a Associação para a Defesa Ecológica da Galiza (ADEGA), que iniciava assim a via ecologista do nacionalismo galego, principalmente do BNG (Beiras fará parte das primeiras diretivas). Na década de 1980, ADEGA levou para a frente uma importante campanha contra os esgotos radioactivos na fossa atlântica.

### A década de 2000
Na atualidade, a única força política com representação social minimamente alargada que se define como nacionalista é o Bloco Nacionalista Galego. É, ademais, a única força nacionalista com representação no Parlamento da Galiza. Porém, há uma multidão de forças políticas e sociais que se definem como nacionalistas galegas.

#### A queda paulatina do BNG
O teito eleitoral do BNG nos últimos anos dá-se em 1997 quando consegue 18 deputados no Parlamento (25% do voto), atingindo várias presidências municipais, entre elas as de Vigo, Pontevedra e Ferrol, um eurodeputado, três deputados no Congresso espanhol e um senador por designação autonômica no Senado espanhol.

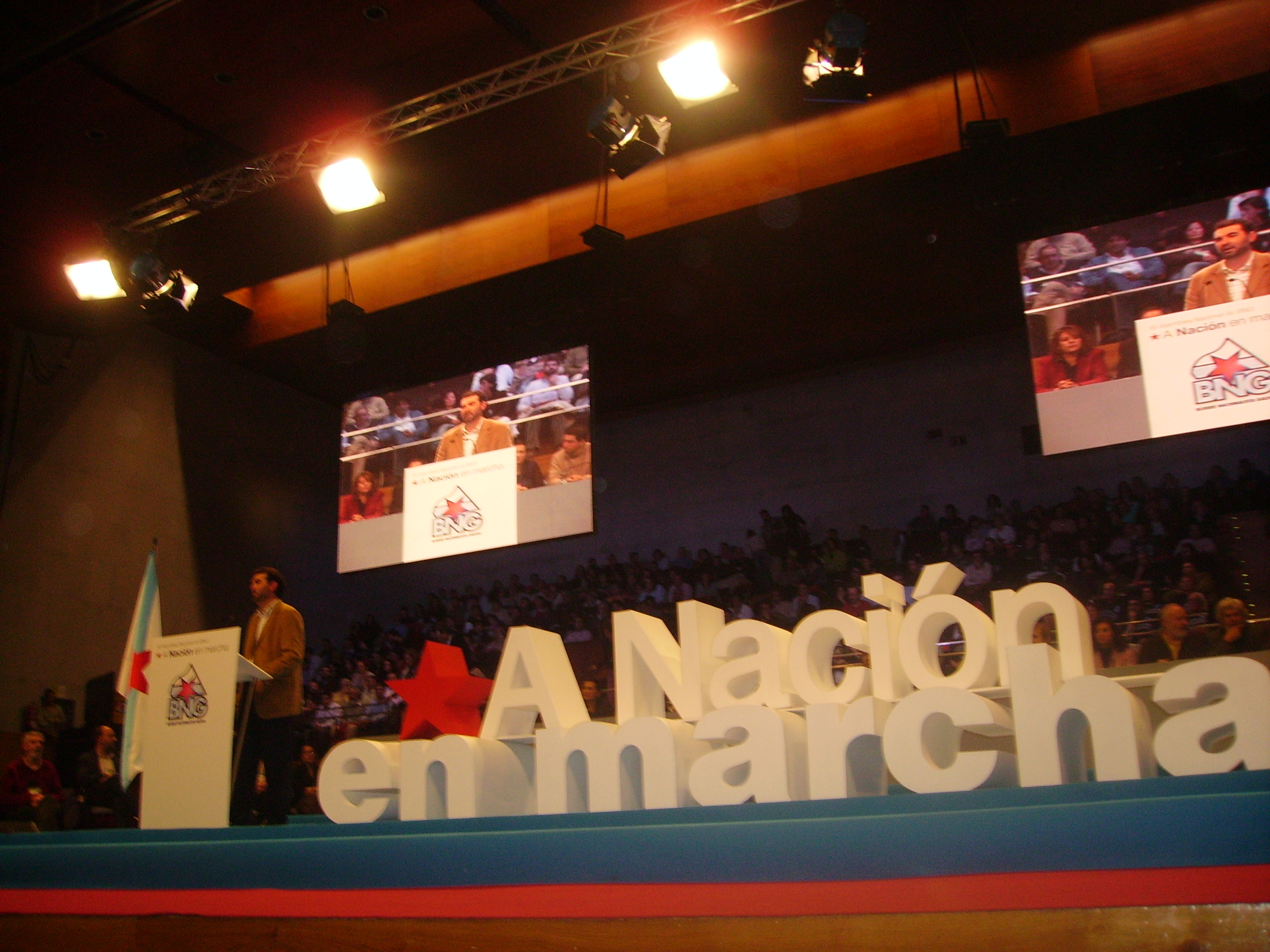
Congresso do BNG em 2006

As eleições de 2005 mostram já o início da queda consecutiva do BNG: a baixada a 13 deputados – o mesmo resultado obtido doze anos antes. Nas eleições municipais de 2007, após articular um discurso mais rural e menos rebelde e urbano, acelera a sua queda nas cidades, embora manter a presidência de Ponte Vedra, compensado com a obtenção de importantes vitórias nas vilas meias como Monforte, Arzúa, Carballo, Bueu, Teo ou o Porriño. Porém, o novo voto das vilas não oculta completamente a queda do voto urbano e juvenil. Não obstante, esses 13 deputados são suficientes para, em coligação com o PSdeG, atingir o governo galego: pela primeira vez uma força da esquerda e netamente nacionalista está representada no governo do país: Anxo Quintana converte-se em vice-presidente e o BNG passa a gerir as conselharias de Meio Rural, Inovação e Indústria, Cultura e Vivenda. Nessa legislatura, o BNG promove o avanço em algumas questões que foram exigências fundamentais do nacionalismo: a língua galega fica equiparada à língua espanhola na educação pública, é criada a rede de escolas infantis de ensino integral em galego (galescolas), são reativadas as seleções deportivas galegas, com grande sucesso da seleção de futebol, e continua a política de transferências de competências previstas no Estatuto de Autonomia de 1981 e que não tinham sido executadas.

Contudo, em 2009, o BNG continua caindo em representação (atinge apenas 12 deputados), em parte, por causa do abandono de políticas claras de esquerda e, em parte, por causa dos ataque do principal meio de comunicação galego, La Voz de Galicia, claramente posicionada a favor do Partido Popular. A tendência à moderação do BNG, liderada nessa altura por Ângelo Quintana e com o beneplácito da UPG, produziu também crises internas. Em 2006 surge o Movimento pela Base (MpB) como cisão da UPG e oposição interna no BNG. O descontentamento de uma parte do MpB foi tão grande que terminou abandonando o BNG em 2009 e denunciando a sua entrega ao modelo liberal e à Espanha sob o denominado quintanismo. O grupo do MpB que continuou no BNG, fazendo oposição à UPG e ao quintanismo passou a denominar-se Movimento Galego ao Socialismo (MGS). Em qualquer caso, a queda do BNG produziu também a queda do bipartido que governava na Junta da Galiza e favoreceu a chegada ao poder de um novo Partido Popular dirigido por Alberto Núñez Feijóo, que rechaça o caminho timidamente galeguista encetado pelo PP de Fraga Iribarne e se entrega a postulados anti-galeguistas de lobbies do nacionalismo espanhol como Galicia Bilingüe.  A crise de resultados do BNG levou Quintana e outros quatorze membros do Conselho Nacional do Bloco a apresentarem a sua demissão. 

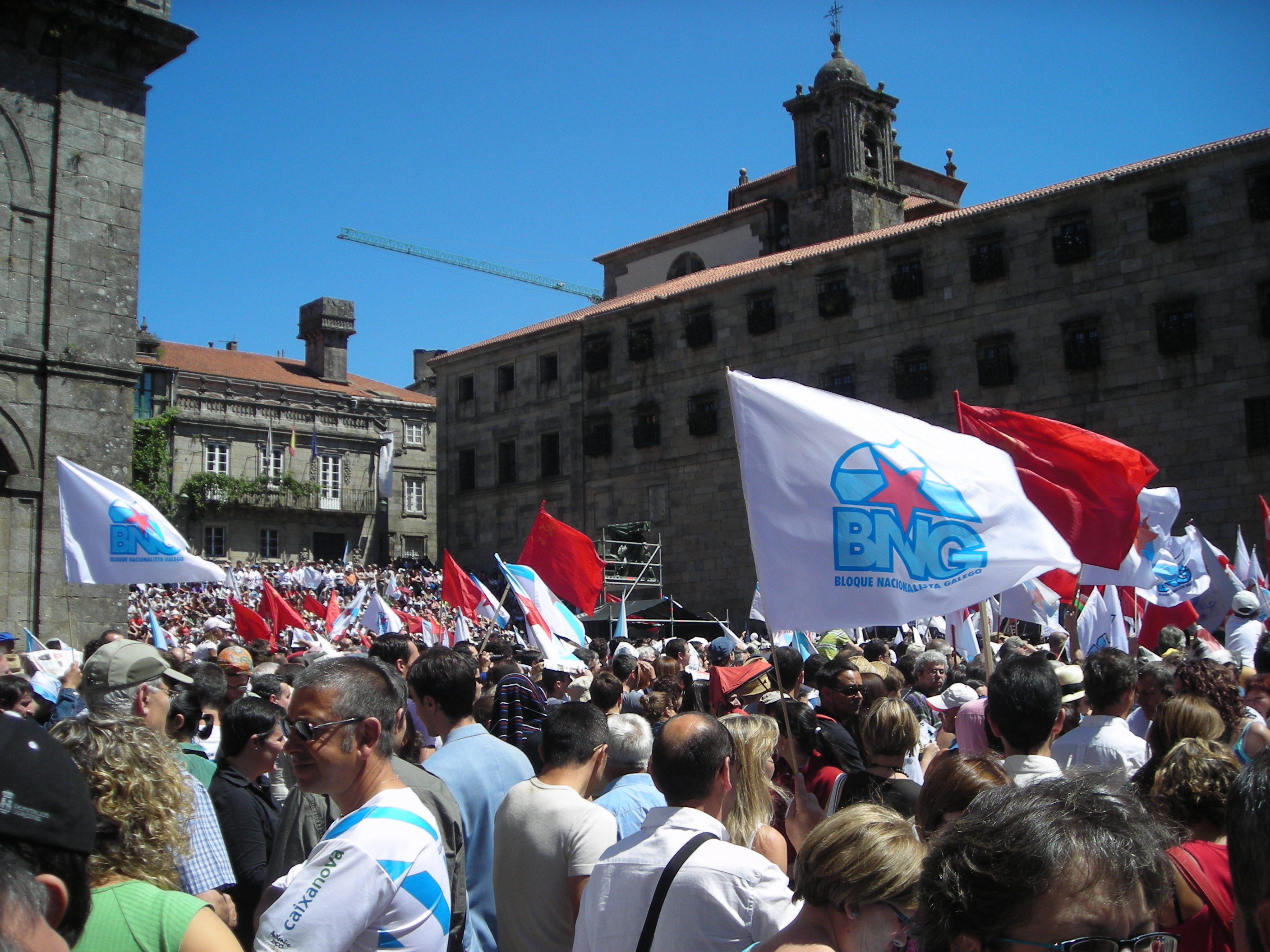
Manifestação do BNG pelo Dia da Pátria Galega de 2009.

Consequentemente, em 18 de abril de 2009 foram realizadas assembleias comarcais para eleger os delegados que acudiriam à Assembleia Nacional Extraordinária. Este modelo de delegados colidia frontalmente com o modelo frentista tradicional no BNG e foi amplamente criticado pelos setores mais à esquerda. Em 10 de maio foi celebrada a assembleia, com apresentação de quatro candidaturas ao Conselho Nacional:
- Alternativa pela Unidade (ApU), encabeçada por Guilherme Vázquez e impulsionada pela UPG, que obteve 23 representantes.
- Mais BNG, encabeçada por Carlos Aymerich e apoiada pelo PNG-PG, ESG e Inçar, que obteve 18 representantes.
- Lista do Encontro, encabeçada por Xosé Manuel Beiras e impulsionada pelo EI, que obteve 7 representantes.
- Mais Alá, encabeçada por Rafael Vilar e impulsionada pelo MGS, que obteve 2 representantes.

Na votação para a Executiva Nacional, o EI não se apresentou e o MGS apoiou a candidatura da UPG. O resultado foi de 8 para a ApU (6 para UPG, 1 para MGS e 2 independentes) e 7 representantes para Mais BNG. Assim, Guillerme Vázquez resultou eleito porta-voz nacional do BNG em substituição de Anxo Quintana.

#### Reconfigurações no independentismo
Se o nacionalismo moderado do BNG atingiu o seu máximo em 1997 e desde então sofre uma queda paulatina, o independentismo galego também não tem avançado substancialmente nos últimos anos. Após a cisão entre Galiza Ceive-OLN e o PCLN no seio da FPG, o PCLN, diluído já definitivamente na FPG e aparecendo publicamente sob essas siglas converteu-se no máximo referente do independentismo oposto ao BNG (ainda quando tentou em diversas ocasiões o ingresso no frente bloquista). Pela sua vez, Galiza Ceive-OLN, convertida na APU autodissolveu-se em 1995 e apenas ficou dela a organização juvenil: a Assembleia da Mocidade Independentista (AMI), criada apenas dois anos antes, em 1993.
A situação de marginalidade do independentismo não impediu que continuassem a aparecer correntes que criticassem a via moderada do nacionalismo representada pelo BNG. Em 1996, precisamente no interior do Bloco, surge a corrente Primeira Linha que, após um período em constante conflito com a organização hegemónica da frente, a UPG, abandona a organização em 1999 informando, no seu órgão de expressão que "um irrespirável clima de assédio impedia a intervenção política, forçava destinar ingentes energias e recursos a uma mera prática defensiva". A presença de Primeira Linha centra-se na comarca do Condado e nos ambientes estudantis de Compostela graças ao trabalho realizado na base de organizações estudantis como os Comités Abertos de Faculdade - a organização estudantil do BNG.

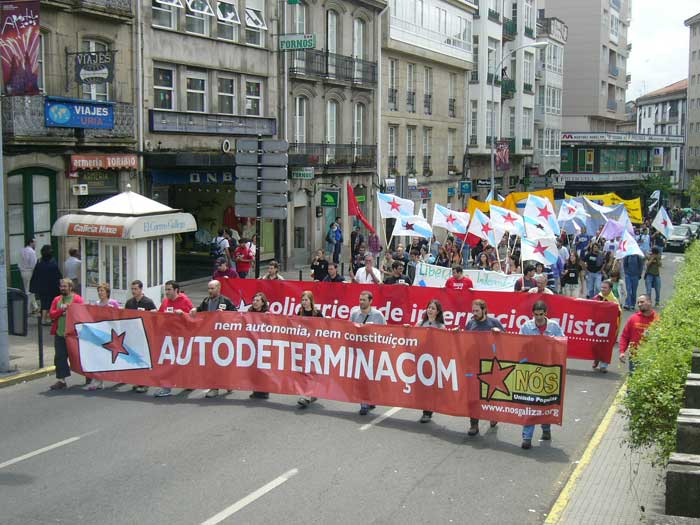
Mobilização de Nós-UP pelo Dia da Pátria Galega, reivindicando o direito de autodeterminação.

Contudo, o independentismo continuou a ser marginal e, ademais, achava-se profundamente dividido. Nos últimos anos da década de 1990, Primeira Linha, dirigido por Carlos Morais, levou para a frente uma série de conversas com outras organizações minoritárias do independentismo com o intuito de unificá-las. As conversas, conhecidas como Processo Espiral, culminaram em 2001 com a formação de Nós-Unidade Popular (Nós-UP), onde se integrou AMI, mas não a FPG. Na prática, a composição de Nós-UP constava de Primeira Linha como organização diretora e com AMI como organização juvenil. A integração não durou: pouco tempo depois o afastamento entre AMI e Primeira Linha foi evidente, o que fez com que a primeira abandonasse a organização para agir separadamente, enquanto eram criadas mais duas organizações no seio de Nós-UP para compensar a cisão: a juvenil Briga e a estudantil Agir.
Mais um intento por reunir as forças independentistas foi feito desde 2007, com a aparição de uma plataforma cívica para a reivindicação do direito de autodeterminação: Causa Galiza. A organização, impulsionada por diferentes partidos independentistas, apenas se compunha de adesões individuais e o seu sucesso foi reduzido.
Já na década de 2000, embora as dificuldades de organização e articulação de uma alternativa soberanista ao BNG, no seio da frente continuaram aparecendo novos grupos críticos com a deriva autonomista do quintanismo que dominava na altura a coligação. Em 2006 nascem duas organizações nessa linha: o Movimento pela Base (MpB) e Isca!, que se apresentavam formalmente como independentistas e socialistas e que contavam com uma forte presença, respetivamente, no sindicato nacionalista CIG e nas juventudes do BNG, Galiza Nova. Em 2009, após o MpB ter acusado repetidamente a deriva do BNG face ao autonomismo e a perda do modelo assemblear, produziu-se uma cisão entre os partidários de configurar uma nova organização fora do BNG e os que pretendiam permanecer no Bloco com o fim de tentar corrigir o seu rumo. O setor que decidiu ir embora manteve o nome e as siglas, enquanto o que ficou dentro passou a denominar-se Movimento Galego ao Socialismo (MGS). Ambas as formações mantêm atualmente as mesmas coordenadas políticas de soberanismo e socialismo, e se diferenciam fundamentalmente pela sua estratégia a respeito do BNG.
A criação do MpB como partido à margem do BNG reativou a plataforma Causa Galiza conjuntamente com a FPG e a AMI, e definitivamente sem Nós-UP. Do mesmo modo, vinculados com os diversos grupos do independentismo, começaram a aparecer centros sociais inspirados no modelo de herriko tabernas do independentismo basco. Na atualidade, existem na Galiza quase uma trintena destes centros sociais.

#### Retomada da tentativa de centro-direita
Menos marginais no conjunto do nacionalismo que o setor independentista, ainda que também muito minoritárias, foram as tentativas de retomar a construção de um nacionalismo de centro-direita. Mediante a unificação de candidaturas locais de tipo moderadamente galeguista foi fundado em 2004 o Partido Galeguista que, sob direção de Xavier González se reclamava herdeiro do PG histórico, embora a tendência do atual PG seja social-liberal. O PG conseguiu apresentar 33 candidaturas em concelhos galegos nas eleições municipais de 2007.
Porém, não todas as candidaturas locais galeguistas à direita do BNG se integraram. Unidade por Narón, dirigida por Xoán Gato, encetou um projeto diferente que consistia também em aglutinar forças políticas locais. Em 2005 é fundada Terra Galega (TEGA) que, sob direção de Gato, se converte no ensaio melhor sucedido ao incluir também os restos de Coligação Galega e outros grupos que não foram fagocitados pelo Partido Popular galego. Em total, somava 64 representantes em 32 concelhos, dos quais 4 eram presidentes de câmaras municipais. O avanço de TEGA não impediu uma forte controvérsia no seu seio, que terminou com a cisão de um setor que, dirigido por Xoán Gato e oposto a Pablo Padín (então secretário geral de TEGA), originou um novo partido: Convergência Galega (CG), novamente sob direção de Gato.
Em 2009, as formações PG e TEGA apresentaram uma coligação, Mais Galiza, para concorrer às eleições autonómicas desse ano. O resultado, porém, não permitir colocar nenhum representante no Parlamento galego.
A última tentativa do nacionalismo de centro-direita e de âmbito nacional a constituir-se foi Convergência XXI, dirigida por Carlos Vázquez Padín desde a sua formação em 2010, e que, por enquanto, apenas conseguiu apresentar quatro candidaturas, atingindo um representante na câmara municipal de Tui.

#### Continuidade da via ecológica: do Nunca Mais a GNSV
O naufrágio do petroleiro monocasco Prestige em 13 de novembro de 2003 e a maré negra que propiciou levaram a sociedade galega a reagir fortemente contra o governo espanhol e a exigir a declaração da Galiza como zona catastrófica. A plataforma para exigir essa declaração e as responsabilidades correspondentes foi denominada Nunca Mais. Formada por multidão de associações de carácter cultural, vicinal e social, à partida não relacionadas com o nacionalismo, também teve uma forte presença de coletivos nacionalistas, que encabeçaram em grande medida as multitudinárias manifestações. Porém, em parte devido à tentativa de instrumentalização do Nunca Mais pela parte do nacionalismo moderado, o movimento não teve continuidade.
Quem sim teve essa continuidade foi a ADEGA, que, contudo, sofrerá uma cisão em 2005, da que nasce mais uma organização ecologista da órbita do nacionalismo: Verdegaia. Aliás, a força do nacionalismo ecologista continuou manifestando-se; em 2006 contra a vaga de incêndios florestais mais importante da história do país, e, desde 2003, alimentando a oposição contra a instalação e a atividade de REGANOSA, a planta de gás instalada em Mugardos. Muitas destas atividades foram levadas em frente através da plataforma Galiza Não Se Vende (GNSV), que denuncia as problemáticas ecológicas derivadas do capitalismo insustentável.

#### Recuperação da luta armada
Nas vésperas do Dia da Pátria Galega de 2005 foi realizado um ataque a uma sucursal bancária em Santiago de Compostela. O ataque foi reivindicado por um novo grupo denominado Resistência Galega. Desde esse momento, são levadas para a frente uma trintena de ações de sabotagem e ataques com explosivos contra os interesses de empresas bancárias, energéticas e imobiliárias, bem como contra escritórios do PSOE em diversas localidades (presumivelmente pelas reformas anti-sociais levadas em frente desde o governo do Estado durante a crise económica de 2008-2011). Todas elas são reclamadas pela Resistência Galega. Considera-se que, na realidade, se trate de diferentes grupos continuadores das fórmulas da LAR e o EGPGC, que utilizariam comunitariamente esse nome e que estariam dirigidos por António Garcia Matos (Toninho), ex-membro do próprio EGPGC. Desde outubro de 2010, o Tribunal Supremo espanhol considera a RG como um grupo terrorista, comparando-o com outras organizações armadas que agem contra a Espanha, como a ETA.